# Strahltriebwerke der Achsenmächte
Die Strahltriebwerke der Achsenmächte umfassen Turbinenluft-Strahltriebwerke, Pulsstrahltriebwerke und Raketentriebwerke, die im Deutschen Reich und seinen Bündnispartnern im Zweiten Weltkrieg entwickelt bzw. verwendet wurden.

## Turbinenluftstrahltriebwerke
Aufbauend auf den Arbeiten Hans von Ohains entstanden in Deutschland ab 1936 bei den Ernst Heinkel Flugzeugwerken die ersten Turbinenluft-Strahltriebwerke, die zunächst noch einen Radialverdichter aufwiesen, wie er auch für die Strahltriebwerke der Alliierten zunächst typisch war. In der Folge orientierte sich die deutsche Strahltriebwerksentwicklung aber hin zu den bis heute dominierenden Axialverdichtern, die den Vorteil eines geringeren Durchmessers und damit eines wesentlich geringeren Luftwiderstandes boten. Außerdem bieten axiale Verdichter die Möglichkeit, eine größere Anzahl an Verdichterstufen hintereinander zu verwenden, und sie haben keine Umlenkverluste, die durch Radialführung des Arbeitsfluides entstehen. Diese Vorteile wiegen die typischerweise höheren Wirkungsgrade bei radialen Verdichter- und Turbinenbauelementen auf.
Die deutsche Strahltriebwerksentwicklung wurde durch die schlechte Verfügbarkeit von hochtemperaturfesten Legierungen stark behindert, so dass die Strahltriebwerke erst spät einsatzreif wurden und nur über eine geringe Lebensdauer verfügten.

## Raketentriebwerke
Die Entwicklung der Raketentriebwerke wurde ebenfalls bei den Ernst Heinkel Flugzeugwerken vorangetrieben, wo Wernher von Braun ab 1935 an einem Flüssigtreibstoff-Raketenmotor arbeitete, der zunächst in einer Heinkel He 112 als Zusatzantrieb, dann in einer Heinkel He 176 als einziger Flugmotor eingesetzt wurde. Hellmuth Walter hatte einen zweiten Typ eines Raketenmotors entwickelt, der in die von Alexander Lippisch bei Messerschmitt entwickelte Me 163 eingebaut wurde und den ersten einsatzfähigen Raketenjäger ermöglichte.

## Pulso-Schubstrahltriebwerke
In der Entwicklung von Pulso-Schubstrahltriebwerken oder Pulsstrahltriebwerken war Deutschland ebenfalls führend. Der Einsatz von Pulso-Triebwerken für den Antrieb von Flugzeugen wurde mehrfach erwogen und getestet. Da diese Triebwerke aber immer nur als Zusatztriebwerke dienen konnten, weil das Flugzeug erst von einem anderen Triebwerk auf Fluggeschwindigkeit beschleunigt werden musste, kam es nicht zu einem Einsatz in bemannten Flugzeugen.
Der von Robert Lusser entwickelte Marschflugkörper Fieseler Fi 103 (V1 = Vergeltungswaffe 1) hingegen wurde von Argus-Schubrohren angetrieben und in Großserie produziert.

## Frühe deutsche Strahltriebwerke
- BMW 003
- Heinkel HeS 3
- Heinkel HeS 011 (Prototyp)
- Jumo 004
- Walter R 1-203
- Walter HWK 109-500
- Walter HWK 109-507
- Walter HWK 109-509